# Hirschfelde (Werneuchen)
Hirschfelde ist ein Ortsteil der Stadt Werneuchen. Die Stadt gehört zum Landkreis Barnim im Bundesland Brandenburg. Bis zum 25. Oktober 2003 war Hirschfelde eine selbstständige Gemeinde innerhalb des Amtes Werneuchen. Im Werneuchener Ortsteil Hirschfelde leben auf 17 km² 311 Einwohner (Stand: 2004), das entspricht einer Bevölkerungsdichte von 18,3 Einwohnern je km².

## Geografie
Hirschfelde befindet sich im Regionalpark Barnimer Feldmark an der Grenze des Landkreises Barnim zum Landkreis Märkisch-Oderland. Es liegt zwischen den Orten Werneuchen und Tiefensee im Norden und Gielsdorf im Süden an einer Landstraße, die die Bundesstraße 158 mit Strausberg verbindet. Die Landschaft um Hirschfelde ist von den Eigenschaften der eiszeitlichen Grundmoräne Barnim geprägt. Die ebene, leicht gewellte Landschaft erstreckt sich in Richtung Norden und Westen.

## Ursprung des Namens
Ob die Tierfamilie der Hirsche für den Ortsnamen Pate stand, ist umstritten. Als Ursprung des Namens „Hirschfelde“ wird manchmal auch „Heeresfelde“ genannt. Hirschfelde liegt an einer früheren Heerstraße, auf der später auch Napoléon Bonaparte gegen Russland zog. Eine allgemeingültige Antwort gibt es jedoch nicht, geht der Name doch weiter zurück als die Napoleonischen Kriege.
Zwischen 1317 und 1332 wird ein Johannes von Hersfeld (aus Hersfelde) als Propst des Benediktinerinnenklosters Spandau genannt.

## Geschichte

### Ab dem 13. Jahrhundert
Das märkische Angerdorf Hirschfelde wurde im Jahr 1268 erstmals urkundlich erwähnt. Es gehörte zunächst etwa 100 Jahre zum Besitz des Klosters Zinna. Seit 1450 war das Dorf im Besitz der Lokatorenfamilie der Ritter von Krummensee. Später wechselt es häufiger die Besitzer. 1586 wird Hirschfelde Rittergut und gelangt 1753 in den Besitz des preußischen Justizministers Levin-Friedrich von Bismarck, der es bei seinem Tod 1774 an seinen Sohn August Wilhelm von Bismarck vererbte.
Eine kulturelle Blütezeit erlangte Hirschfelde Anfang des 20. Jahrhunderts durch den damaligen Besitzer des Rittergutes, den Berliner Unternehmer und Mäzen Eduard Arnhold. Dieser erwarb das Gut 1904, ließ anschließend das Gutshaus durch den Architekten Paul Baumgarten umbauen und den Park als Skulpturenpark neu anlegen. 1907 stiftete er das Johannaheim in Werftpfuhl als Waisenheim für junge Mädchen. Bekannteste Schülerin der Waisenschule war die Schauspielerin Brigitte Helm, die Regisseur Fritz Lang bei einer Privataufführung von Shakespeares Sommernachtstraum auf der Naturbühne in Arnholds Gutspark in Hirschfelde entdeckte und der er in seinem Film Metropolis die Hauptrolle gab. Heute ist im Johannaheim die Jugendbildungsstätte Kurt Löwenstein untergebracht. Die Bronzestatue eines Hirschs, geschaffen von dem Berliner Bildhauer Louis Tuaillon, erinnert auf dem Dorfanger mit den Pfuhlen noch an diese Zeit und den Kunstförderer Arnhold. Die Reste des Parks stehen heute unter Denkmalschutz.
Arnhold starb 1925. Das Gut verblieb zunächst im Besitz der Familie. Nun gelangte das Gut in den Besitz des Opernsängers Carl Clewing, der es bis 1945 besaß. Nach 1945 wurde das gesamte Gut im Zuge der Bodenreform aufgesiedelt. Die Gutsgebäude wurde teilweise Volkseigentum mit unterschiedlichen Rechtsträgern. So wurde im Gutshaus ein Kindergarten, der Hort, die Kinderkrippe, Wohnungen und die Gemeindeschwester untergebracht. In den 1990er Jahren wurde das Gutshaus und andere Gutsflächen privatisiert.
Im Gutshaus und in den benachbarten Stallanlagen wird heute eine Pferdezucht betrieben. Bewohnt und teilweise für die Landwirtschaft genutzt werden auch weitere der denkmalgeschützten Gebäude des historischen Gutsbezirks, wie etwa das ehemalige Verwalterhaus, die Brennerei und einzelne ehemalige Pächterhöfe im Dorf. Der markante und weithin sichtbare Wasserturm ist seit Jahren in privatem Besitz und in Umbau. Die Ackerflächen rund um das Dorf werden zunehmend wieder von Ortsansässigen bewirtschaftet.
Die ebenfalls denkmalgeschützte mittelalterliche märkische Dorfkirche (Chorquadratkirche mit Querturm) aus dem 13. Jahrhundert gehört zum Pfarrsprengel Gielsdorf und wurde 2015 neu eingedeckt.

### Rittergut

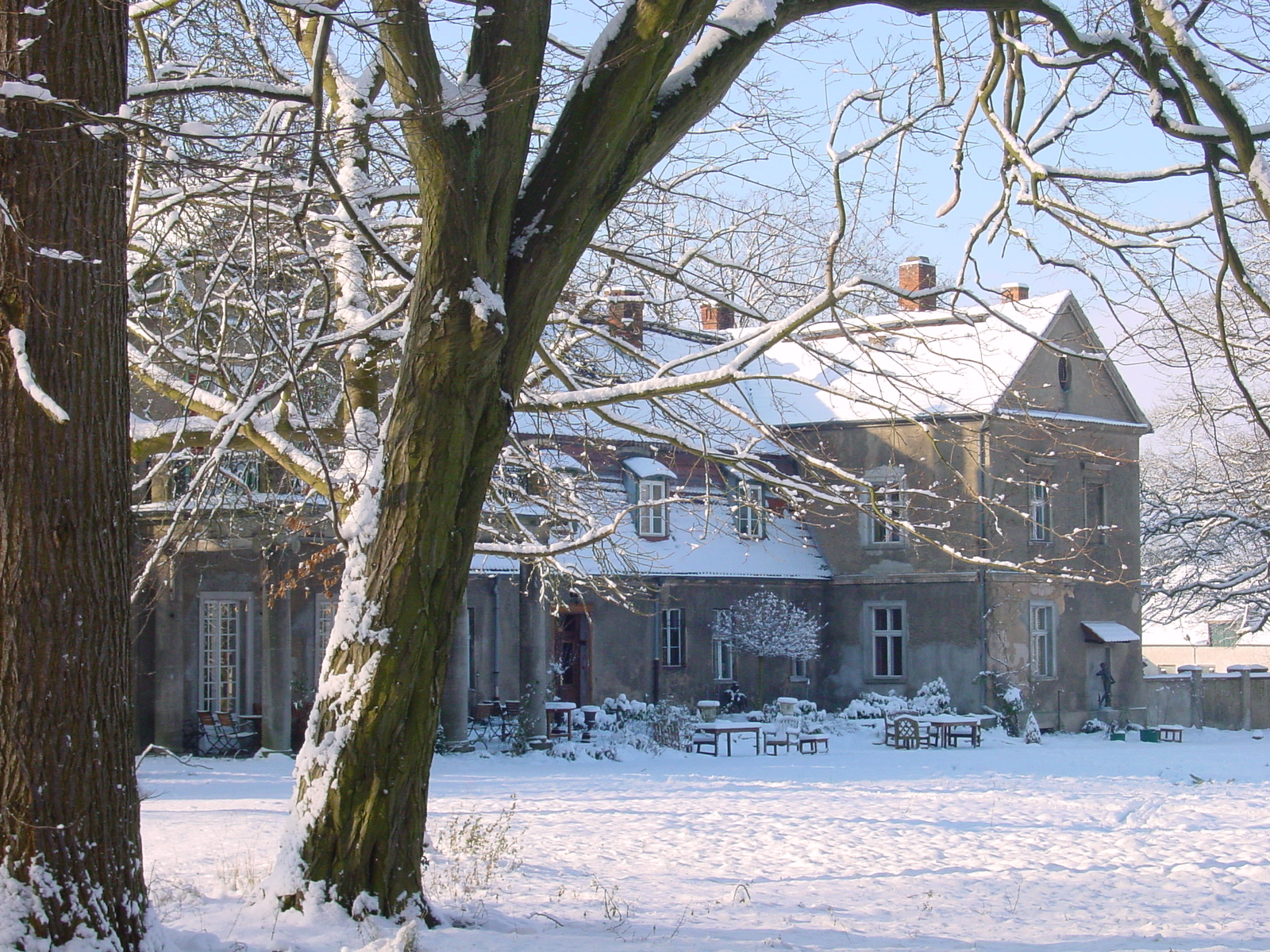
Gutshaus des Rittergutes

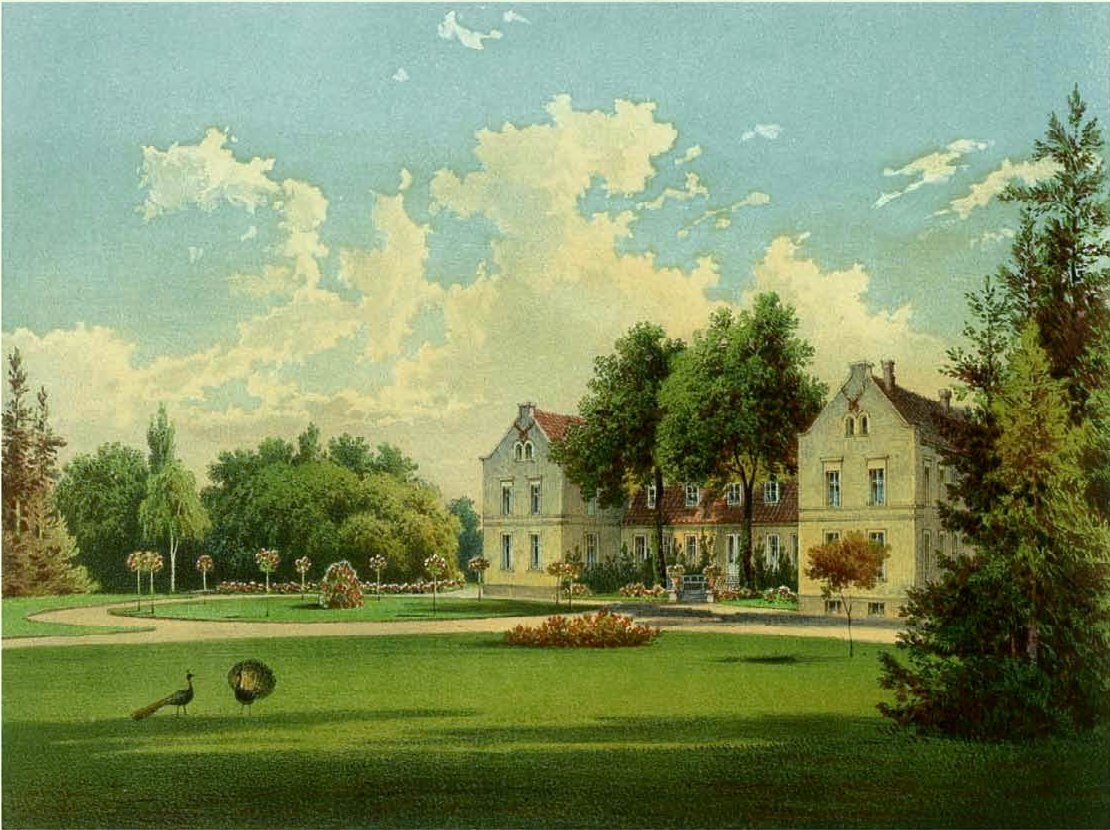
Rittergut Hirschfelde um 1860

Der Mittelpunkt Hirschfeldes ist seit alters her der Gutshof. Das Gutshaus selbst wurde von den verschiedenen Besitzern immer wieder erweitert, verändert und modernisiert. Dank Eduard Arnhold gab es auch schon Anfang des 20. Jahrhunderts Strom und Zentralheizung, ein Wasserturm versorgte den Ort mit Wasser. Zum Rittergut gehörten auch weitere Gebäude. Vorhanden war zum Beispiel ein benachbarter Wirtschaftshof, ein Pferdestall und die Remise für die Kutschen und Kutschpferde, eine eigene Schnapsbrennerei, das Verwalterhaus und ein Kindergarten neben der Kirche.
Im Ort befanden sich mehrere kleine Höfe, die sich im Besitz von Kleinbauern befunden haben dürften. Gebaut wurden die Gebäude ganz im Stil der Region: aus roten Ziegelsteinen, die Grundmauern teilweise auch aus behauenen Feldsteinen. Eine Feldsteinmauer umrahmte den Park. Später wurde der Park vergrößert und zu diesem Zweck eine zweite Feldsteinmauer errichtet. Beide sind inzwischen jedoch fast vollständig zerfallen. Angeblich wurden ihre Steine nach 1945 dazu benutzt, neue Wohnhäuser im Ort zu errichten.

### Park

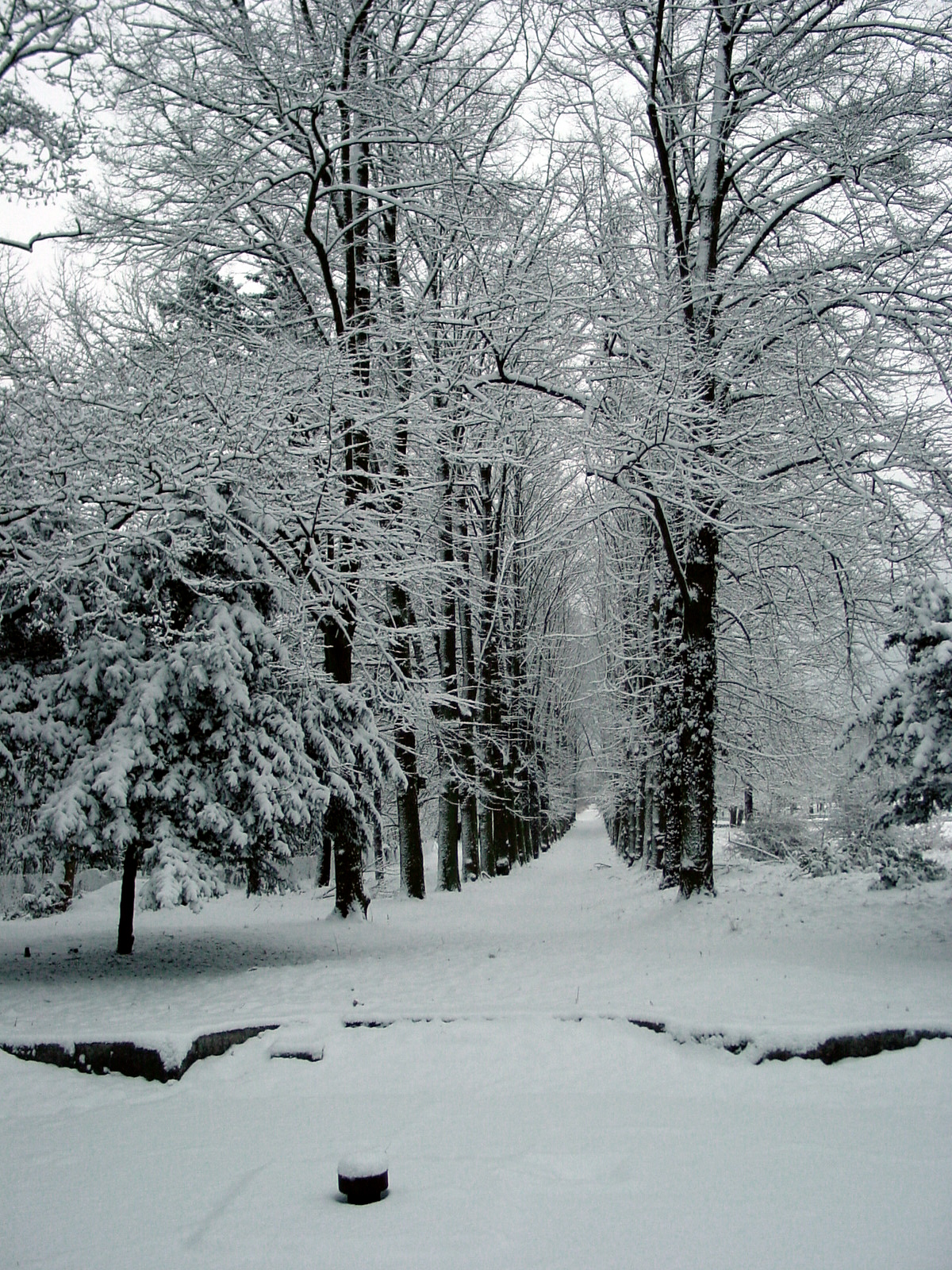
Lindenallee mit den Resten des früheren Springbrunnens

Der Park ist maßgeblich dem Kunstmäzen Eduard Arnhold zu verdanken. Heute lässt sich seine frühere Pracht nur noch erahnen. Ein altes Amphitheater hat sich die Vegetation inzwischen zurückerobert, die Parkmauern sind bis auf einen Rest an der alten Försterei in der Akazienallee zerfallen.

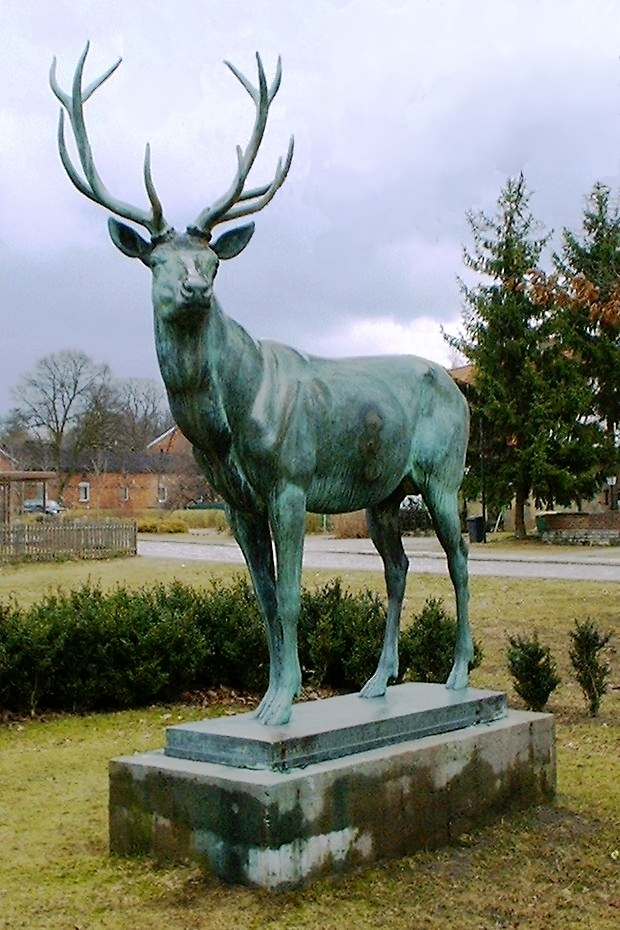
Hirsch-Skulptur von Louis Tuaillon

Anfang des 20. Jahrhunderts schmückte ein Springbrunnen die Achse der Lindenallee mit Blick auf eine Skulptur an einem der Seitenflügel des Gutshauses. Der Brunnen war ein Ausgrabungsstück aus Herkulaneum am Vesuv, heute wächst Gras im Sandsteinbecken und es fehlt das kostbare Geländer aus weißem Marmor – und das Wasser. Viele der Skulpturen, die Arnhold sammelte, um mit ihnen den Park zu schmücken, sind entweder unauffindbar oder zerstört, teilweise befinden sie sich seit Jahren im Besitz fremder Gemeinden – die Frage des Eigentums ist oft nicht zu klären. So befindet sich ein ebenfalls von Tuaillon geschaffener Stier aus weißem Carrara-Marmor im Kurpark von Bad Freienwalde (Oder).
Einzig das Hirschstandbild, das, an neuer Stelle, heute das Dorfzentrum ziert, ist noch in Hirschfelde selbst vorhanden. Ursprünglich stand es mittig vor dem Gutshaus. Die sowjetischen Streitkräfte nahmen den Hirsch 1945 nach Kriegsende mit, als das Dorf Hirschfelde verlassen war (die Einwohner waren unmittelbar vor dem sowjetischen Einmarsch evakuiert worden) und stellten ihn auf dem Kasernengelände vor dem Offizierskasino vom Militär-Flugplatz Werneuchen auf. Nach der Deutschen Wiedervereinigung gab die Stadt Werneuchen das Standbild an Hirschfelde zurück. Der Hirsch steht seither am Pfuhl in der Dorfmitte.

## Ein Gedenkstein
Im Wald bei Hirschfelde wurde im Juli 2019 ein Gedenkstein eingeweiht, der acht Flieger eines Bombenflugzeugs der Royal Air Force ehrt, die am 28. Januar 1944 hier nach Beschuss abgestürzt waren. Die Briten bzw. Australier waren mit einer Maschine des Typs Halifax unterwegs zu einem Bombardement auf Berlin, sechs kamen ums Leben, zwei von ihnen gerieten in Gefangenschaft. Die Toten wurden im Jahr 1947 auf den britischen Friedhof an der Heerstraße umgebettet. Der Autor weist darauf hin, dass die Einweihungsfeier vom Festredner eines Angehörigen der Adelsfamilie von Schwerin gehalten wurde, aus deren Familie auch Gerhard Graf von Schwerin stammt, der an der Blockade von Leningrad wesentlich beteiligt war. Und genau am 28. Januar 1944, dem Tag des Flugzeugsabschusses, wurde der Blockadering um Leningrad durchbrochen.

## Bauwerke (Auswahl)
- Mittelalterliche Dorfkirche
- denkmalgeschützter Dorfkern
- Wasserturm
- Gutshaus

## Persönlichkeiten
- Eduard Arnhold (1849–1925), Unternehmer und Kunstmäzen (Besitzer des Rittergutes und Umgestalter des Parkes zu einem Skulpturenpark)
- Carl Clewing (1884–1954), Schauspieler, Kammersänger und Komponist (Alle Tage ist kein Sonntag) war von 1933 bis 1945 Eigentümer des Ritterguts Hirschfelde
- Brigitte Helm (1906/08–1996), Schauspielerin, Hauptdarstellerin in Metropolis, lebte im Johannaheim und wurde von Regisseur Fritz Lang in Hirschfelde entdeckt
- Max (Dieter) Moor (* 1958), Fernsehmoderator, Schauspieler, Reporter, Produzent und Sänger (lebt seit 2003 in Hirschfelde)

## Wappen
Das aktuelle Wappen mit dem goldenen Hirschen auf blauem Grund und einem silbernen Eichenlaubzweig wurde von dem Heraldiker Frank Diemar gestaltet.